# 1649
| [ Edytuj tabelę ]              | |
| Król Polski                    | - 1648 Jan Kazimierz 1668 |
| Współksiążęta Andory           | - 1634 Pau Duran 1651 - 1643 Ludwik XIV 1715 |
| Król Anglii i Szkocji          | - 1625 Karol I 1649 |
| Elektor Bawarii                | - 1623 Maksymilian I Bawarski 1651 |
| Elektor Brandenburgii          | - 1640 Fryderyk Wilhelm 1688 |
| Sułtan Brunei                  | - 1619 Abdul Jailul Akhbar 1649 - 1649 Abdul Jailul Jabbar 1652 - 1625 Muhammad Ali 1660                                                        |
| Cesarz Chin                    | - 1644 Shunzhi 1661 |
| Król Czech                     | - 1637 Ferdynand III Habsburg 1657 |
| Król Danii                     | - 1648 Fryderyk III 1670 |
| Dalajlama                      | - 1617 Lobsang Gjaco 1682 |
| Cesarz Etiopii                 | - 1632 Fasiledes 1667 |
| Król Francji                   | - 1643 Ludwik XIV 1715 |
| Król Hiszpanii                 | - 1621 Filip IV 1665 |
| Landgraf Hesji-Kassel          | - 1637 Wilhelm VI Sprawiedliwy 1663 |
| Stadhouder Holandii            | - 1647 Wilhelm II Orański 1650 |
| Szach Iranu                    | - 1642 Abbas II 1666 |
| Państwo Wielkich Mogołów       | - 1627 Szahdżahan 1658 |
| Król Irlandii                  | - 1625 Karol I Stuart 1649 |
| Cesarz Japonii                 | - 1643 Go-Kōmyō 1654 |
| Kalif                          | - 1648 Mehmed IV 1687 |
| Patriarcha Konstantynopola     | - 1648 Parteniusz II 1651 |
| Władca Korei                   | - 1623 Injo 1649 - 1649 Hyojong 1659 |
| Książę Kurlandii i Semigalii   | - 1642 Jakub Kettler 1682 |
| Książę Liechtensteinu          | - 1627 Karol Euzebiusz 1684 |
| Książę Monako                  | - 1612 Honoriusz II 1662 |
| Król Nawarry                   | - 1643 Ludwik XIV 1710 |
| Król Norwegii                  | - 1648 Fryderyk III 1670 |
| Sułtan Omanu                   | - 1624 Nasir ibn Murszid 1649 - 1649 Sultan I ibn Sajf 1688                                                                                     |
| Elektor Palatynatu             | - 1648 Karol I Ludwik 1680 |
| Papież                         | - 1644 Innocenty X 1655 |
| Książę Parmy i Piacenzy        | - 1646 Ranuccio II 1694 |
| Król Portugalii                | - 1640 Jan IV 1656 |
| Książę w Prusach               | - 1640 Fryderyk Wilhelm Wielki Elektor 1688 |
| Car Rosji                      | - 1645 Aleksy I 1676 |
| Cesarz Rzymski (niemiecki)     | - 1637 Ferdynand III Habsburg 1657 |
| Kapitanowie Regenci San Marino | - 1648 Giuliano Gozi Pier Leone Corbelli 1649 - 1649 Marc'Antonio Bonetti Innocenzo Bonelli 1649 - 1649 Fulgenzio Maccioni Federico Tosini 1650 |
| Elektor Saksonii               | - 1611 Jan Jerzy I Wettyn 1656 |
| Król Szwecji                   | - 1632 Krystyna Waza 1654 |
| Król Tajlandii                 | - 1630 Prasat Thong 1655 |
| Sułtan Turków                  | - 1648 Mehmed IV 1687 |
| Doża Wenecji                   | - 1646 Francesco Molino 1655 |
| Król Węgier                    | - 1637 Ferdynand IV 1654 |
| Książęta Wirtembergii          | - 1628 Eberhard III 1674 |

Rok 1649 / MDCXLIX
stulecia: XVI wiek ~
XVII wiek ~
XVIII wiek

lata: 1639 «
1644 «
1645 «
1646 «
1647 «
1648 «
1649
» 1650
» 1651
» 1652
» 1653
» 1654
» 1659

## Wydarzenia w Polsce
- 17 stycznia – odbyła się koronacja Jana Kazimierza na króla Polski.
- 19 stycznia-14 lutego – w Krakowie obradował sejm koronacyjny[1].
- 8 lutego – Powstanie Chmielnickiego: rozpoczęła się bitwa o Mozyrz.
- 9 lutego – Powstanie Chmielnickiego: zwycięstwo wojsk litewskich w bitwie o Mozyrz.
- 4 kwietnia – Jan Kazimierz wydał przywilej królewski dla miasta Kalisza. Król zakazał wojsku ściągania od Kalisza i jego wsi nadmiernych świadczeń.
- 30 maja – król Jan II Kazimierz Waza poślubił Marię Ludwikę, wdowę po bracie Władysławie IV.
- 18 czerwca – Powstanie Chmielnickiego: zwycięstwo wojsk litewsko-polskich nad kozackimi w bitwie pod Zahalem.
- 24 czerwca – Jan Kazimierz wyruszył z Warszawy na Ukrainę.
- 10 lipca – Powstanie Chmielnickiego: rozpoczęło się oblężenie Zbaraża przez wojska kozackie.
- 17 lipca – Powstanie Chmielnickiego: wojska polskie, wspomagane przez prywatne armie magnackie, odparły najgroźniejszy szturm wojsk kozackich na Zbaraż.
- 31 lipca – Powstanie Chmielnickiego: wojska Wlk. Ks. Litewskiego pokonały Kozaków w bitwie pod Łojowem.
- 15-16 sierpnia – Powstanie Chmielnickiego: wojska kozacko-tatarskie zaatakowały wojska polskie podczas przeprawy przez rzekę Strypę niedaleko Zborowa, doprowadzając do bitwy pod Zborowem. W związku z bardzo dużą przewagą wroga dowodzący wojskami Jan Kazimierz zdecydował się podjąć rokowania z chanem Islamem Girejem III dowodzącym wojskami tatarskimi i zawarł z nim układ pokojowy.
- 17 sierpnia – Powstanie Chmielnickiego: zawarto ugodę zborowską pomiędzy Janem Kazimierzem i Bohdanem Chmielnickim.
- 22 sierpnia – Powstanie Chmielnickiego: zakończyło się oblężenie Zbaraża.
- 22 listopada – w Warszawie obrady rozpoczął sejm zwyczajny[1].
- Rozpoczęła się budowa Kalwarii Wejherowskiej.

## Wydarzenia na świecie
- 30 stycznia – z wyroku Parlamentu Kadłubowego został ścięty Karol Stuart, król Anglii i Szkocji.
- 19 lutego – wojna holendersko-portugalska o Brazylię: klęska wojsk holenderskich w drugiej bitwie pod Guararapes.
- 10 marca – król Portugalii Jan IV wydał dekret o utworzeniu Kompanii Handlowej w Brazylii.
- 11 marca – Fronda podpisała pokój z rządem francuskim w Rueil.
- 12 maja – VI wojna wenecko-turecka: zwycięstwo floty weneckiej w bitwie pod Foça.
- 19 maja – proklamowanie Anglii republiką.
- 2 sierpnia – kampania Cromwella w Irlandii: zwycięstwo Anglików w bitwie pod Rathmines.
- 2 października – kampania Cromwella w Irlandii: rozpoczęło się oblężenie Wexford.
- 7 października - Marianna Austriaczka poślubiła swego wuja Filipa IV, króla Hiszpanii.
- 11 października
  - kampania Cromwella w Irlandii: wojska parlamentu zdobyły miasto Drogheda.
  - kampania Cromwella w Irlandii: wojska angielskie zdobyły Wexford i dokonały masakry obrońców.

## Urodzili się
- 9 kwietnia – James Scott, 1. książę Monmouth, nieślubny syn króla Anglii i Szkocji Karola II Stuarta i jego pierwszej metresy Lucy Walter (zm. 1685)
- 11 kwietnia - Fryderyka Amalia Oldenburg, księżniczka duńska, księżna Holstein-Gottorp (zm. 1704)
- 23 lipca – Klemens XI (Giovanni Francesco Albani), papież (zm. 1721)
- 7 sierpnia - Karol Józef Habsburg, arcyksiążę austriacki, biskup wrocławski, ołomuniecki i pasawski, koadiutor wielkiego mistrza zakonu krzyżackiego (zm. 1664)
- 12 września – Józef Maria Tomasi, włoski teatyn, kardynał, święty katolicki (zm. 1713)

## Zmarli
- 30 stycznia – Karol I Stuart, król Anglii i Szkocji (ur. 1600)
- 16 marca – Jan de Brébeuf, francuski jezuita, misjonarz w Kanadzie, męczennik, święty katolicki (ur. 1593)
- 17 marca – Gabriel Lalemant, francuski jezuita, misjonarz w Kanadzie, męczennik, święty katolicki (ur. 1610)
- 3 czerwca – Manuel de Faria e Sousa, portugalski historyk i poeta (ur. 1590)
- 28 czerwca – Gioacchino Assereto, włoski malarz barokowy (ur. 1600)
- 30 czerwca – Simon Vouet, francuski malarz okresu baroku (ur. 1590)
- 1 sierpnia – Paweł Piasecki, polski duchowny katolicki, biskup, sekretarz królewski Zygmunta III Wazy (ur. 1579)
- 16 października – Isaac van Ostade, malarz i grafik holenderski (ur. 1621)
- 21 listopada – Jaroslav Bořita z Martinic, czeski szlachcic, ofiara defenestracji praskiej z 1618. (ur. 1582)
- 7 grudnia – Karol Garnier, francuski jezuita, misjonarz w Kanadzie, męczennik, święty katolicki (ur. 1606)
- 8 grudnia – Natalis Chabanel, francuski jezuita, misjonarz w Kanadzie, męczennik, święty katolicki (ur. 1613)
- data dzienna nieznana: 
  - Catalina de Erauso, hiszpańska zakonnica i konkwistadorka (ur. 1592)
  - Adam Jarzębski, poeta, muzyk, budowniczy

## Święta ruchome
- Tłusty czwartek: 11 lutego
- Ostatki: 16 lutego
- Popielec: 17 lutego
- Niedziela Palmowa: 28 marca
- Wielki Czwartek: 1 kwietnia
- Wielki Piątek: 2 kwietnia
- Wielka Sobota: 3 kwietnia
- Wielkanoc: 4 kwietnia
- Poniedziałek Wielkanocny: 5 kwietnia
- Wniebowstąpienie Pańskie: 13 maja
- Zesłanie Ducha Świętego: 23 maja
- Boże Ciało: 3 czerwca